# Джаррахиды
Джаррахиды, или Бану-ль’Джаррах (араб. بنو الجرَّاح‎, Banū’l-Jarrāh) — арабская династия, которая периодически правила Палестиной и контролировала Трансиорданию и северную Аравию в 972—1107 годах (с перерывами).

## География
Джаррахиды периодически владели различными территориями в Палестине — равниной Балка к востоку от реки Иордан, горами Джебель-Шарат к юго-востоку от Иордана и горными хребтами Джебель-Аджа и Джебель-Сальма на севере Аравии. Их присутствие в Палестине было прерывистым; они контролировали регион в 977–981, 1012–1014, 1024–1029 годах и около 1041 года. В период конфликта с Фатимидами Джаррахиды переместились в окрестности Пальмиры в 1030 году, а в 1031 году перенесли свои лагеря в ар-Рудж, область между Антакией и Химсом.

## Происхождение династии
Джаррахиды (Бану’ль-Джаррах) были правящим кланом Бану-Тайи — арабского племени кахтанитского происхождения.
Прародителем Бану-Тайи, согласно ранним арабским генеалогиям, был Джулхума ибн Удад, известный под лакабом (прозвищем) Тайи. Мусульманский историк ат-Табари, утверждает, что лакаб Ṭayy происходит от слова ṭawā, что по-арабски означает «штукатурить»; он получил это имя, потому что, по словам ат-Табари, он был «первым, кто оштукатурил стены колодца». Родословная Джулхумы восходит к Кахлану ибн Сабе ибн Ярубу, правнуку Кахтана, полулегендарному общему предку арабских племен южной Аравии. Джулхума был прямым потомком Кахлана через своего отца — Зайда ибн Яшджуба, который, в свою очередь, был прямым потомком Ариба ибн Зайда ибн Кахлана.
Бану-Тайи изначально базировались в Йемене и подчинялись более крупному родственному племени Бану-Азд, но после рассеяния последнего мигрировали в северную Аравию в конце II века. Вскоре после миграции они впервые появляются в древних источниках под именем тэнов: и Ипполит Римский, и Ураний упоминают три разных народа в Аравии в первой половине III века — Taeni, Saraceni и Arabes. Один из участников Первого Никейского собора идентифицируется как taēnos.
Бану-Тайи в основном жили среди горных хребтов Аджа и Сальма на севере Аравии, а Хайбар к северу от Медины был их самым важным оазисом, и оттуда они совершали вторжения в Сирию и Ирак во время засух. Их концентрация в Джебель-Адже и Джебель-Сальме дала горным хребтам их древнее собирательное название Джебель-Тайи. До переселения тайитов эти горы были домом для аднанитского племени Бану-Асад, которые после этого потеряли часть территории. Однако в последующие века эти два племени в конечном итоге стали союзниками и вступали в смешанные браки. В древние времена двумя основными ветвями Бану-Тайи были Ааль-аль-Гаус и Ааль-Джадила. Соплеменники жили в разных частях региона: те, кто жил в горах, были известны как аль-Джабалиюн (горцы), те, кто жил на равнине — как ас-Сахилиюн, а те, что на песках пустыни — как аль-Рамлиюн.

## Первые правители
Первоначально Джаррахиды контролировали крепости в горах Шарат. Первыми членами клана Бану’ль-Джаррах, упомянутыми в исторических записях, были братья Дагфаль и Хасан, сыновья Джарраха, по имени которого династия получила своё название. В 969 году были союзниками карматов и имели резиденцию в Рамле, центре джунда (военного округа) Филастин провинции Биляд-аш-Шам.
Дагфаль в 973 году предоставил убежище одному из полководцев карматского правителя Абу-Тахира аль-Джаннаби, когда последний отправился возглавить экспедицию против фатимидского Египта.
Хасан был командиром вспомогательных войск карматской армии в 974 году, во время их второго вторжения в Египет. Он принял взятку от фатимидского халифа Маадда ибн Исмаила аль-Муизза (952—975), и его дезертирство привело к разгрому карматских сил на окраинах Каира и последующей повторной оккупации Фатимидами Палестины и Сирии до Дамаска.

## Муфарридж ибн Дагфаль
Муфарридж ибн Дагфаль, сын Дагфаля, вошёл в историю во время борьбы Фатимидов с Алп-тегином, поддерживаемым карматами полководцем Бувейхидов, который захватил Дамаск. Алп-тегин потерпел поражение в битве при Рамле в 977 году, и Муфарридж схватил его между Кафр-Сабой и Калансавой, чтобы получить награду в размере 100 тысяч золотых динаров, назначенную за его голову фатимидским халифом Низаром ибн Мааддом аль-Азизом (975—996). Джаррахиды задержали Алп-тегина либо в Юбне, либо в Телль-эс-Сафи на юге Палестины, прежде чем передать его Фатимидам. В обмен на поддержку Джаррахидов халиф назначил Муфарриджа вали (наместником) Рамлы.
В 979 году фатимидский генерал Фадль ибн Салих предложил Фадлаллаху ибн Хасану, хамданидскому эмиру Мосула (969—981), контроль над Рамлой вместо Джаррахидов. Тем самым Фадль стремился подавить назревающий союз между основными региональными арабскими державами того времени — Джаррахидами, Хамданидами и Укайлидами. Фадлаллах и его союзники из Укайлидов напали на Рамлу в августе, но потерпели поражение и были захвачены Джаррахидами, которые к тому времени вновь заручились поддержкой Фадля. Последний просил Муфарриджа передать Фадлаллаха халифу аль-Азизу, но, опасаясь, что тот может быть использован Фатимидами против него, Муфарридж убил его и вместо него отправил халифу его голову. Это положило конец правлению Хамданидов в Мосуле.
Вскоре после этого Фадль выступил против Муфарриджа, но был отозван в Каир халифом аль-Азизом, по сути, оставив Джаррахидов фактическими правителями Палестины. Между 979 и 980 годами Джаррахиды разграбили и опустошили Рамлу и сельскую местность Палестины, что спровоцировало экспедицию Фатимидов против них в 981 году. В том же году Джаррахиды восстали против Фатимидов, когда армия последних осаждала Дамаск. К Джаррахидам присоединились остатки армии Фадлаллаха и некий Бишара, арабский наместник Табарийи. В конце концов, в том же году Джаррахиды были изгнаны из Палестины Фатимидами и бежали в сторону Хиджаза. В июне 982 году они разграбили караван паломников, возвращавшийся в Сирию из хаджа в Мекку, и против них была предпринята ещё одна карательная экспедиция Фатимидов, но она была разбита Джаррахидами в Айле. После этого Муфарридж вернулся в Палестину, но снова потерпел поражение от Фатимидов. На этот раз Муфарридж бежал на север, в сторону Химса, где в конце того же года Бакджур, черкесский наместник Хамданидов, предоставил ему убежище. В течение следующих десяти лет Муфарридж колебался между византийцами, Бакджуром и Фатимидами. В 997 году Джаррахиды попытались разграбить Рамлу, но были вынуждены отступить и бежать в горы Аджа и Сальма в северной Аравии, на исконную территорию Бану-Тайи.
В последующие годы сыновья Муфарриджа — Али, Хасан и Махмуд — помогали фатимидскому халифу Мансуру ибн Низару аль-Хакиму (996—1020) в его военных кампаниях. По словам историка Марью Канара, «Муфарриджу представилась возможность сыграть важную политическую роль» в 1012 году, когда опальный фатимидский визирь Хусейн аль-Магриби укрылся у Хасана ибн Муфарриджа. Историк Хью Эдвард Кеннеди утверждает, что «это стало звёздным часом в судьбе лидеров Джаррахидов». На тот момент Джаррахиды контролировали всю внутреннюю часть Палестины от границы с Египтом до Табарийи. По инициативе Хасана и аль-Магриби Джаррахиды напали и захватили Яруха (назначенного аль-Хакимом на пост вали Дамаска) в окрестностях Газы, когда он направлялся в Дамаск. Одновременно они заняли Рамлу, и вскоре после этого Хасан убил Яруха. Они также бросили вызов авторитету аль-Хакима, провозгласив Хасана ибн Джафара, шерифа Мекки (991—1010), халифом в Рамле. Аль-Хаким подкупил Джаррахидов, чтобы положить конец их восстанию, после чего шериф Хасан вернулся в Мекку, а аль-Магриби бежал в Ирак. Джаррахиды продолжали доминировать в Палестине и стремились укрепить свою власть, обращаясь за поддержкой к местным христианам. С этой целью Муфарридж способствовал восстановлению Храма Гроба Господня, который халиф аль-Хаким разрушил в предыдущие годы.

## Хасан ибн Муфарридж
Халиф аль-Хаким изменил своё отношение к Джаррахидам с дипломатии на карательную военную силу в августе 1013 года. Али и Махмуд сдались наступающей армии Фатимидов, а аль-Хаким отравил Муфарриджа. Хасан, стремившийся править Палестиной, бежал, но позже получил помилование от халифа, который вернул ему владения Муфарриджа в Палестине. После этого Хасан помогал аль-Хакиму в его экспедициях против Халеба.
В 1019 году Хасан, как представитель Бану-Тайи, вступил со своим племенем в союз с Бану-Кальб при Синане ибн Сулеймане, кальбидском вали Табарийи (до 1025), и Бану-Килаб при Салихе ибн Мирдасе, мирдасидском эмире Халеба (1024—1029). Такой союз между тремя основными арабскими племенами Леванта был беспрецедентным и был направлен против чужеземного господства в сирийской пустыне и степи. Согласно условиям договора, Джаррахиды должны будут править Палестиной, а Кальбиды и Мирдасиды — Дамаском и Халебом соответственно. Правление аль-Хакима закончилось его загадочной смертью в 1020 году, и ему наследовал халиф Али ибн Мансур аз-Захир (1020—1036).
В 1023 году Фатимиды назначили Ануш-тегина ад-Дизбари военным губернатором Палестины, против чего выступили Джаррахиды. В 1024 году один из сыновей Хасана и другой вождь бедуинов осадили Айлу и Аришу, на что центральное правительство Фатимидов не смогло отреагировать. Вместо этого Ануш-тегин выступил с инициативой по взиманию налогов с владений Хасана в Бейт-Джибрине, чем лишил его доходов, что закончилось убийством солдат Ануш-тегина. Это обострило конфликт с Джаррахидами, особенно после того, как Ануш-тегин заключил в тюрьму в Аскалане двух главных помощников Хасана. В сентябре Джаррахиды начали тотальную войну, чтобы освободить своих людей, разрушив Тверию и осадив Рамлу, и освободили своих людей, подделав документы о разрешении на освобождение. Они вынудили ад-Дизбари бежать из Рамлы, которую они разграбили, и добились уступки Фатимидов, которые передали Набулус во владения Хасана.
Тайиты, кальбиты и килабиты возобновили свой союз в 1025 году, но их обращение за поддержкой к византийцам было отклонено императором Василием II. Тем не менее, они разбили армию Фатимидов, посланную халифом аз-Захиром в том же году, в Аскалане, и Хасан вошёл в Рамлу. После смерти кальбитского Синана ибн Сулеймана его племянник и преемник перешёл на сторону Фатимидов, в то время как Джаррахиды и Мирдасиды продолжали своё восстание. Они потерпели поражение в битве у Тивериадского озера с Фатимидами под командованием ад-Дизбари, после чего Хасан бежал из Палестины. Фатимиды передали владения Джаррахидов в Палестине более дружественным арабским племенам.
Джаррахиды и византийцы заключили союз в 1030 году. Послы Хасана были приняты византийцами в Антиохии и получили украшенный крестом флаг и послание, обещающее им возвращение Палестины их племени. Племя Бану-Тайи также номинально приняло христианство в рамках этого соглашения с византийцами. Коалиция Джаррахидов и Византии вскоре потерпела поражение от Мирдасидов. Хасан возродил свой прежний союз с Бану-Кальб, и они вместе атаковали Фатимидов в Хауране, пока не были изгнаны в Тадмор в пустыне. После этого император Роман III убедил Хасана и Бану-Тайи переместить свои лагеря на византийскую территорию недалеко от Антиохии, и 20-тысячное племя тайитов мигрировало в ар-Рудж на северо-западе Сирии. Там они отразили два нападения Фатимидов на Кастун и Иннаб. Позже Джаррахиды совершили набег на Афамию от имени византийцев и помогли последним захватить крепость Манику в хребте Джебель-Нусайрия.
Византийцы и Фатимиды вступили в мирные переговоры в 1032 году, и Хасан присутствовал на этих переговорах в Константинополе. Византийцы поставили условием мира восстановление губернаторства Джаррахидов в Палестине под сюзеренитетом Фатимидов, но аз-Захир отказался, что способствовало провалу мирных переговоров. В следующем году Джаррахиды предложили свою поддержку Ануш-тегину в обмен на их прежние владения в Палестине, но попытка не удалась. Фатимиды и византийцы в конечном итоге заключили десятилетний мирный договор в 1035 году без учёта интересов Джаррахидов. Впоследствии Хасан и его сын Аллаф иногда упоминаются: например, в 1036 году они помогали византийцам в защите Эдессы от Марванидов и Нумайридов. В 1037 году Джаррахиды участвовали в завоевании Ануш-тегином Халеба, удерживаемого Мирдасидами. В результате Хасан был заключён в Константинополе до 1039 года, чтобы предотвратить возможное нападение его племени на Антиохию. Последнее упоминание о Хасане относится к 1041 году, когда Фатимиды разрешили Джаррахидам снова переселиться в Палестину. Правлению Хасана в то время противостоял фатимидский губернатор Дамаска.

## Поздние правители
Джаррахиды вновь упоминаются в источниках в 1065 году, когда племянники Хасана — Хазим ибн Али и Хумайд ибн Махмуд — поддержали Абд-аль-Шарифа ибн Аби’ль-Джанна в его попытке вырвать контроль над Дамаском у войск фатимидского визиря Бадра аль-Джамали. После этого племянники были схвачены и заключены в тюрьму в Каире. Их освобождения потребовал полководец Фатимидов и потомок Хамданидов Мухаммед ибн Хамдан в 1066 году. У Хазима были сыновья по имени Бадр и Рабиа. По словам сирийского историка Мустафы А. Хияри, информация о Рабиа в средневековых источниках запутана, хотя он, скорее всего, был командиром вспомогательных бедуинских отрядов Туг-тегина, буридского эмира Дамаска (1103—1128). Больше о нём в источниках ничего не упоминается, но отмечается военная деятельность его сыновей Миры и Фадля. Другими его сыновьями были Дагфаль, Табит и Фарадж.
Фадль описан в хронике историка XIII века Ибн-аль-Асира как эмир, который в 1107 году колебался между крестоносцами, завоевавшими побережье Леванта в 1099 году, и Фатимидами, чьё правление было ограничено Египтом с 1071 года. Это побудило Туг-тегина изгнать Фадля из Сирии, после чего тот заключил союз с Садакой I ибн Мансуром, мазьядидским эмиром Хиллы в Ираке (1086—1107), а затем перешёл на сторону сельджуков. По словам Ибн-аль-Асира, эпизод, когда Фадль вошёл в Анбар, чтобы заблокировать Садаке путь через пустыню, «было последним, что о нём слышали».
Марью Канар описывает Джаррахидов как «неспокойную семью, не лишённую значения в качестве пешек на шахматной доске Сирии в X—XI веках, на которую то нападали, то ублажали её Фатимиды, которую византийцам удалось использовать, но которые, по-видимому, создали для себя, в своих интересах, правило двуличия, измены и грабежа».

## Потомки династии
Фадль ибн Рабиа был прародителем клана аль-Фадль (вместе с их ветвью аль-Али), а его братья Мира и Фарадж стали предками кланов аль-Мира и аль-Фарадж соответственно. В совокупности эти кланы образовали союз Бану-Рабиа и вместе со своими союзниками господствовали в пустынных и степных районах между долиной Евфрата на севере и центральным Недждом и северным Хиджазом на юге. Во время правления Айюбидов в Сирии (1181–1260) эмиры аль-Фадля и аль-Фараджа чередовались как умара-аль-араб («вожди бедуинских племен»). Однако при мамлюках (1260–1515) этот пост стал наследственным в доме аль-Фадль, который имел власть над бедуинами северной Сирии и владел многочисленными владениями, включая Тадмор, Саламию, Мааррат-ан-Нуман, Сармин и Думу. Эмиры из клана аль-Мира обладали аналогичной властью при мамлюках и были известны как мулюк-аль-араб («цари бедуинских племен») в южной части Сирийской пустыни. Клан аль-Фадль оставался влиятельным и во время османского владычества.

## Список правителей
Известные по письменным источникам правители из династии Джаррахидов:
| Годы правления | Годы правления | Титул и имя                 | Примечание                        |
| начало         | конец          | Титул и имя                 | Примечание                        |
| -------------- | -------------- | --------------------------- | --------------------------------- |
| до 969         | после 977      | Дагфаль ибн аль-Джаррах     | сын аль-Джарраха                  |
| до 969         | после 977      | аль-Хасан ибн аль-Джаррах   | сын аль-Джарраха                  |
| после 977      | 1012           | аль-Муфарридж ибн Дагфаль   | сын Дагфаля ибн аль-Джарраха      |
| 1012           | после 1040     | аль-Хасан ибн аль-Муфарридж | сын аль-Муфарриджа ибн Дагфаля    |
| до 1065        | после 1067     | Хазим ибн Али               | внук аль-Муфарриджа ибн Дагфаля   |
| до 1065        | после 1067     | Хумайд ибн Махмуд           | внук аль-Муфарриджа ибн Дагфаля   |
| около 1069     | около 1069     | Али ибн аль-Хасан           | сын аль-Хасана ибн аль-Муфарриджа |
| около 1069     | около 1069     | Махмуд ибн аль-Хасан        | сын аль-Хасана ибн аль-Муфарриджа |
| около 1069     | около 1069     | Раби’а ибн Хазим            | сын Хазима ибн Али                |
| около 1106     | около 1106     | Абу-Имран Фадль ибн Раби’а  | сын Раби’и ибн Хазима             |

## Генеалогия
Генеалогическое древо династии Джаррахидов и их потомков: